# Virgin Money UK plc
Virgin Money UK plc er et britisk holdingselskab og en bankkoncern. Banken er organiseret igennem en række datterselskaber, der gør forretninger under forskellige navne. De ejer Clydesdale Bank plc, der gør forretninger som Clydesdale Bank, Yorkshire Bank og Virgin Money i Storbritannien. De har ca. 7.000 ansatte og en omsætning på 1,716 mia. britiske pund (2022).